# 12810 Okumiomote
12810 Okumiomote eller 1996 BV är en asteroid i huvudbältet som upptäcktes den 17 januari 1996 av de båda japanska astronomerna Kazuro Watanabe och Kin Endate vid Kitami-observatoriet. Den är uppkallad efter Okumiomote i Japan.
Asteroiden har en diameter på ungefär 4 kilometer.